# Exordium

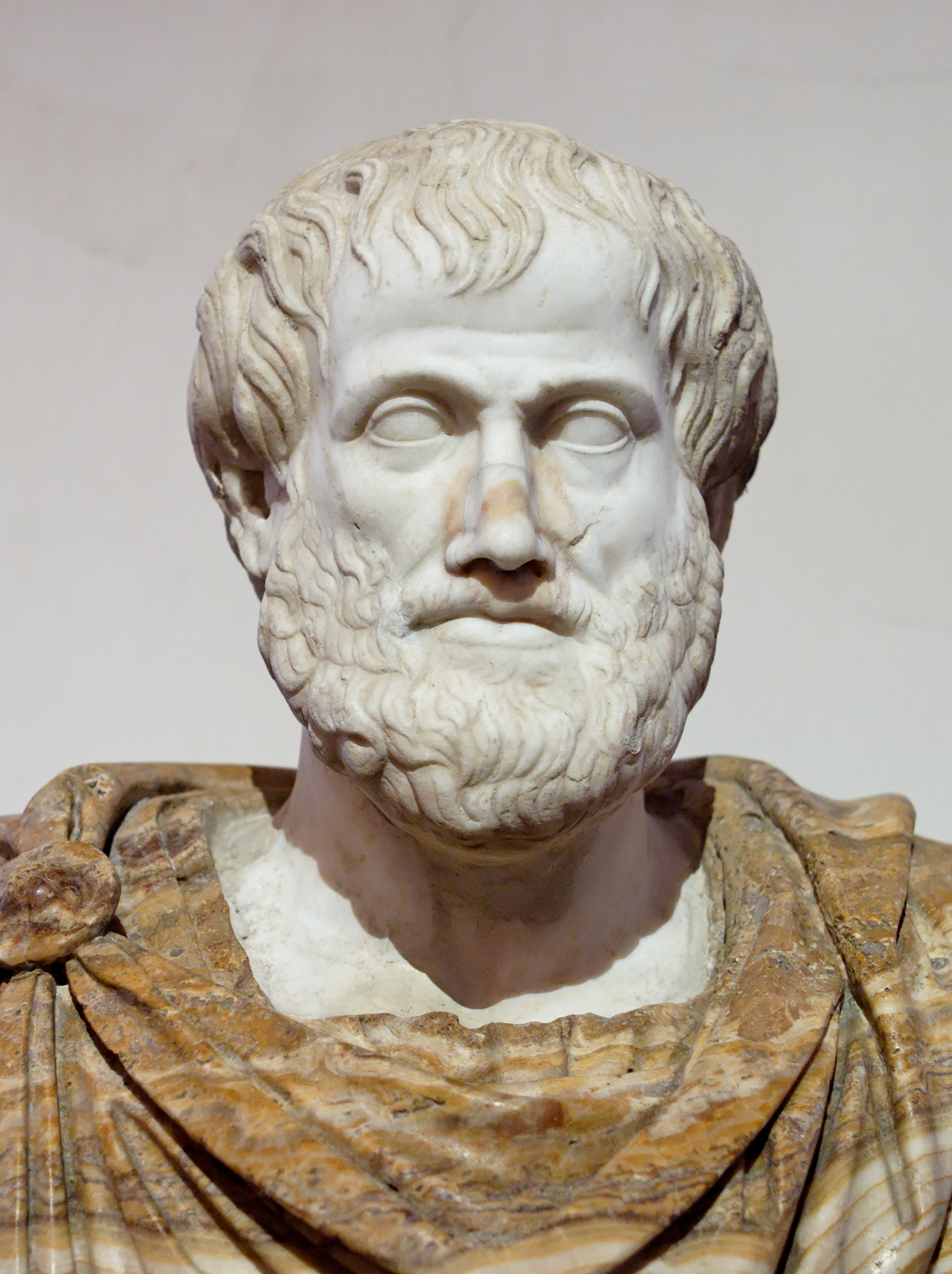
En byst föreställande Aristoteles, som skapade retorikens indelningar.

Exordium är i den klassiska retoriken inledningen av ett tal. Det är latin och kommer från exordior, "att börja"; exordium "inledning av ett tal". Den grekiska motsvarigheten kallas προοίμιον, prooimion.
Oavsett vilken retorisk skola man väljer att vända sig till menar alla att inledningen är av högsta vikt för att skapa ett bra tal. Enligt Ad Herennium måste man först bestämma vilken typ av karaktär talet innehar. Det finns då fyra olika slags fall: det respektabla (genus causae honestum), det vanhedrande (genus causae turpe), det oklara (genus causae dubium) samt det triviala (genus causae humile). Respektabla tal är de där majoriteten av publiken på förhand håller med om det man skall tala om, vanhedrande tal är motsatsen. Vid oklara tal finns det delar av både respektabla och vanhedrande inslag. De triviala talen saknar en betydelsefull handling.

## Historia
Redan i berättelserna Iliaden och Odysséen fanns det inledande drag som påminner om exordium. Under medeltiden var det många av den tidens retoriska skrifter som användes som läroböcker där begreppet exordia förekom i skrivande.

## Två olika typer av inledning
Enligt Ad Herennium finns det två olika inledningar att använda sig av beroende på situationen. Dessa är den direkta början (principium) samt det försiktiga närmandet (insinuatio).
Det försiktiga närmandet bör framförallt användas vid tre olika tillfällen. Om talet är av det vanhedrande slaget bör man "mjuka upp" åhörarna, innan tesen framläggs. Om åhörarna har blivit till synes övertygande mot din sakfråga, till exempel av en föregående talare, eller om de har blivit trötta på att stå och lyssna på fler talare, bör det försiktiga närmandet användas. Vid en övertygad publik skall motståndarens starkaste argument bemötas först. Vid mötet med en trött publik bör humor eller något som kan framkalla skratt användas.
Vid den direkta början går talaren rakt på sak om vad talet skall handla om. Denna metod används vid de tal då åhörarna inte har en från början fientlig inställning till talaren eller innehållet. Talaren skall då istället så fort som möjligt lägga sin kraft på att få lyssnarna uppmärksamma och vänligt inställda till talet.

## Inledningens tre mål
För att åstadkomma en bra inledning i ett tal bör tre mål uppfyllas. Man skall väcka åhörarnas intresse, vinna deras välvilja samt skapa ett förtroende och en positiv inställning till nytt lärande.
1. Läraktiga åhörare, docilem, innebär att de är mottagliga för vad du tänker säga. Detta kan uppnås genom att talaren berättar vad han skall tala om.[9] En kort sammanfattning av talet fångar lyssnarens uppmärksamhet.[6]
2. En välvillig lyssnare, benivolum, innebär att denna är vänligt inställd till talaren. Romarna talade om att fånga välviljan (captatio benevolentiae). Det finns flera olika sätt att fånga lyssnarnas välvilja. Enligt Cicero finns det i rättstal fyra olika topiker. Dessa är att förbättra sin egen karaktär, att framställa motståndaren som ond, att lovorda domaren och slutligen kan talaren tala om själva rättstvisten och däri tala väl om sin egen sak.[9] Talaren kan framförallt framställa sin egen karaktär i bättre dager, till exempel visa på en känslig sida. Detta man visa bland annat genom blygsamhetsloci. Genom vissa specifika meningar och fraser låtsas talaren inneha en blygsamhet som visar på en ödmjukhet inför den uppgift denna står inför. Genom ursäktande inför den stora uppgift talaren har ställts inför, blir publiken mer vänligt inställd till talaren.[10]
3. En uppmärksam åhörare, attentum, fås genom att förklara vad talet skall handla om. Man skall då "lova" publiken att de saker som skall komma att behandlas är intressanta och angelägna, både för den enskilde lyssnaren och för samhället i sin helhet.[11]